# Pterois miles
Il pesce scorpione (Pterois miles Bennet, 1828) è un pesce appartenente alla famiglia degli Scorpaenidae.

## Descrizione
Spesso confuso con lo Pterois volitans (anch'esso noto comunemente con l'appellativo di pesce scorpione), è fisicamente molto simile: il corpo è tozzo, con testa prominente e occhi sporgenti, sopra a ognuno dei quali è presente un'escrescenza simile a un piccolo corno. Le pinne presentano raggi molto lunghi, uniti tra loro da lembi di pelle. La livrea è bianca striata di rosso mattone-bruno, sul corpo e sulle pinne.

## Distribuzione e habitat
Questo pesce è diffuso nell'Oceano Indiano, dal Sudafrica all'Indonesia, e nel Mar Rosso.
A partire dal 1992 si è diffuso nel mar Mediterraneo orientale in seguito a migrazione lessepsiana.
Abita le coste coralline e i fondali fangosi.

## Veleno
Le ghiandole velenifere sul dorso sono collegate ai raggi cavi (aculei) della pinna dorsale.

## Acquariofilia
Nonostante la pericolosità, il pesce scorpione è oggetto di pesca a scopo commerciale, poiché è di particolare interesse acquariofilo, per lo splendido aspetto e per le spiccate caratteristiche predatorie e comportamentali.